# 高校サッカー
高校サッカー（こうこうサッカー）は、高校生が高校のサッカー部（部活動）で行うサッカーである。また、高校生を対象とするサッカー大会をいう。

## 教育機関とクラブユース

### 世界的潮流
スポーツの教育面では世界的には日本未加盟のInternational School Sport Federation（ISF、国際学校スポーツ連盟）などの取り組みがある。同組織では2023年からは、サッカー、フットサルを含め6つのスポーツ（残りはバスケットボール、クロスカントリー、ハンドボール、バレーボール）のみに制限することを決定している。世界各地で学校生徒がスポーツ大会に参加するため、イングランドのダービーにある学校専門の旅行/ツアーオペレーションを扱うRayburn Toursも、各国の学校スポーツ大会への旅行もあつかっている。 またサッカーも、日本のJICA青年海外協力隊においても、発展途上国各地でのユースアカデミー校や青少年サッカートレーニングセンター、スポーツ強豪校の体育指導、サッカー指導の募集がある。
プロサッカー選手の育成という側面においては、ヨーロッパや南米のサッカー界では若手の優秀な選手に対してクラブチームが下部組織を整備し、多くの投資を行い個々に選手を育成していくのが一般的であり、高校や大学（大学はen:College_soccer参照）のサッカーとして全国レベルの大会が組織化されている国も多くはない。そのなかで、イングランドでは、全国学校サッカー協会ESFA（en:English Schools' Football Association）では、高校サッカーを含め、さまざまなカテゴリーで全国大会を開催している。そしてプロとして活躍している選手も多く輩出している。
学校単位での育成フットボールアカデミープログラムを設ける学校があり、例えばイースト・サセックスにあるBuckswood Schoolの『Football Academy』や帝京ロンドン学園サッカーコースなどのような学校もいくつかある。en:Independent Schools Football Association（ISFA）でも、ISFA加盟校間のノックアウトコンテストであるBoodlesISFAカップを開催している。
もともとイングランドも大半のクラブに下部組織たるユースチームは存在していても、現行のアカデミー制度が整備されるまでは、14歳になるまでプロクラブのユースチームに加入はできなく、学校組織が優先されていた。このため多くの学校のチームや地元のアマチュアクラブがあり、子供たちはこうしたチームに所属してプレーしていた。高校世代もユースよりも学校が優先される状況で、U－15、U－16代表チームなどは、ESFAが取り仕切っていたのである。
他方、イングランドサッカー協会（FA）は1984年にリリーズホールにナショナルトレセンの「スクール・オブ・エクセレンス」を開校し、全土から有望な選手をあつめた少数精鋭方式で育成を始めるが、10年後のワールドカップ大会出場を逃すと、1997年、当時のFAのテクニカルディレクターだったハワード・ウィルキンソン (Howard Wilkinson) が『A Charter forQuality』を発表。サッカークラブのアカデミー制度を提唱し、早い段階からクラブの下部組織に在籍することを認めることとなり、イングランドでも7、8歳からクラブチームに通い始め、9歳で正式に所属が認められるようになっていく。そして各クラブの育成アカデミーで学校の卒業資格も取らせていく仕組みを整備した。
さらに2012年、プレミアリーグで育成制度改革として「エリート・プレーヤー・プログラム・プラン」（Elite Player Performance Plan　EPPP）制度を導入。いっぽうFAは同年にリリーズホールからおよそ50キロの場所にセント・ジョージズ・パーク (St George's Park National Football Centre) という国立のフットボール・センターを開設。U－15以上の代表チームがこのセンターに集結し、すべての年代でプレースタイルの統一が図られ、さらに国内のコーチを招いて指導法がレクチャーされる。これにより全年代の代表チームが一貫性を持った指導法で強化されるようになっていった。
その他州大会もありさらに州協会毎のSchools Cupが行われており、参加校の多く規模の大きい大会も存在する。
UK諸国ではほかには北アイルランドも北アイルランド学校サッカー協会（NISFA、Northern lrekand Schools'Football Association）があり、Schools' Cupを各カテゴリーで行われており、また同国のアイリッシュ・フットボール・アソシエーション（IFA、Irish_Football_Association）がダンスク銀行スクールズカップ（Danske Bank Schools' Cup）を開催している。
隣接するアイルランドもフットボール・アソシエーション・オブ・アイルランド（ Football Association of Ireland、FAI）が、ユースクラブ用のジュニアカップのほかに下部組織のFAIスクール主催でレンスタースクールズカップ（FAI Leinster Schools Cup）、ミュンスターカップ（Munster Cup）、コノートカップ（Connacht Cup）、アルスター カップ（Ulster Cup）などが行われている。
ウェールズもウェールズ学校サッカー協会（Wales Schools'Football Association）があり、やはり協会加盟校に対してカップ戦が用意されている。
スコットランドでは育成年代の全国規模の大会はクラブのユースセクションに開かれているスコティッシュユースカップ（en:Scottish_Youth_Cup）が知られるが、学校サッカーも190もの学校が参加して争われるスコットランド・アイアン・ブルー・スクールズ・カップ(Scottish Irn Bru Schools Cup)が1999年から開催されているほか、スコットランド学校サッカー協会（Scottish Schools'Football Asociation）があり、各カテゴリーごとにカップ戦が開催されている。そして同国のサッカー協会が中等学校を対象にパフォーマンススクールとして認定し育成を支援するシステムがある。
こうした認定制度を行っているのが、その教育システムの賛否両論はあるが、ギムナジウム、ハウプトシューレ、レアルシューレなどと職種によって、基本的には小学校5年生から中学校の年代で早い州では11歳の段階で進学先まで、早くに将来を決めるドイツで、ドイツサッカー連盟が学校・クラブ・地元サッカー協会の三者の連携を重視して、クラブと組んで人材育成が機能している学校をエリートシューレ (de:Eliteschule_des_Fußballs) として認定して資金援助している。認定校に通いプロサッカー選手を目指す生徒は放課後、すぐ近隣のアカデミーで本格的なトレーニングに励むというスタイルで、ほかにも週に3回、午前中の授業が2コマ免除され、サッカーの練習をするなどの時間に充てられるなどの措置が講じられている。
もとは2000年に連盟が育成改革を実施、ドイツ中のクラブに近隣の学校と協力するように訴えたことに始まる。2006年に連盟のスポーツディレクターに就任したマティアス・ザマーが呼びかけ、フットボール・エリートシューレ制度を開始した。このような学校は、現在ではドイツ全国で40校あり、各ブンデスリーガおよびトップレベルのサッカークラブが各学校と連携を取りながら、選手たちが十分な教育を受けられるようにできる限りの調整をしている。ギムナジウムに通いながらクラブアカデミーで活動するというイメージであり、大学入学資格獲得を目指すプログラムにサッカーのプログラムも追加されている、大学受験勉強のあるサッカー専門学校の様相である。それぞれの学校に各学年に1つだけサッカーグラスを設置。このクラスのサポートを地域サッカー協会と地域提携クラブが協力し行っている。エリートシューレの哲学として、サッカー選手の前に1人の人間であるというものであり、サッカーだけを教えるのではなく、社会に必要なサッカー以外のことも大事にすることがある。これはプロになれる可能性や、もしなれたとして、引退時にサッカーしかできない人間にならないように学業も大切といった考えがエリートシューレ以外にも強く浸透している。
そもそもギムナジウムなどの学校がサッカー遠征などの影響を考慮することは少なく、時間が制限されるトップレベルの育成カテゴリーの選手が同国の大学入学資格アビトゥーアを取ることは非常に難しい。トップチームに昇格すると練習は午前中に行われることが多いため、学校に通っているとその練習には行けないのであり、実際にオリバー・ビアホフのように進学から卒業まで10年以上かかることとなっていた。
制度が整備されてからはアカデミーは学業を大事にしている。ギムナジウムに通う選手には学校卒業時にドイツの大学入学資格となるアビトゥーアか、職業研修資格を取得することを強く勧めている。学校の試験と試合が重なった場合は試験が優先、ギムナジウム最高学年はアビトゥーアが4月にあるため、その時期にはクラブ側も試験が終わるまでは学業に集中できるようにと配慮される。この判断はプロとなった後のセカンドキャリアに意味があるというだけではなく、プロになれず次の道を探すうえでもとても重要なことで、学業に専念しながら、本格的にサッカーもプレーできるシステムのベースが整備されたのである。
エリートシューレの入学方法は大きく分けて2つあるが、1つはエリートシューレと提携しているブンデスリーガアカデミー所属の選手になることである。もう1つは一般枠が設けられている。これは州の協会がテストを行い合格した選手が入学資格を得られるもので、つまりブンデスリーガのアカデミー以外の選手も入学が可能となっている。そして国としてヨーロッパだけでなく、アフリカやアジアからの難民も受け入れているドイツは、移民系の子どもたちにも入学の扉を開いている。
スケジュールは、ギムナジウムと同じプログラムをこなしつつ週2でサッカーの授業を受けるが、サッカー授業は各ブンデスリーガアカデミー生と一般生に分かれて行われる。そして所属するクラブの活動でも週に数日トレーニングがあり、週末に試合がおこなわれる。エリートシューレでのサッカーの授業は負荷設定について考慮され、低負荷で行われるといったように、サッカー協会と学校、クラブが連携、協力し、選手らが学業にもサッカーにも集中できる環境が作られている。
日刊紙ターゲスシュピーゲル2017年2月の記事によると、現在のブンデスリーガでプロ契約を結んでいる選手の中で、アビトゥーアおよび単科大学入学資格のファッハアビトゥーアを取得している選手たちは3分の2に及ぶという。同紙によると、20年前では考えられなかった状況であるとしているが、選手のセカンドキャリアを大事に考えるブンデスリーガクラブでは、育成選手がサッカーだけではなく、学業や職業研修などにもしっかりと取り組み、生きていくための土台を築くことの大切さを伝えることとなった。
フランスでも職人が多く農業も盛んなことで教育は職業訓練がベースにあり、13歳から15歳ぐらいで将来的にこの道に進むための学校に進学するという方向性を決める歴史や土壌風土があるが、サッカーについても他ヨーロッパの国同様、プロクラブの育成アカデミーに入るトップトップの子どもをのぞくと、13歳までは一般的なアマチュアクラブでプレーをすることになっている。そして同国では13歳以降になると、サッカークラブのユースアカデミーの他、地元の優秀な選手を集めた中学校や高等学校がある。
フランスサッカー連盟も教育をとても重視し、サッカーに取り組む生徒も高校卒業、あるいは大学に進学できるレベルの学力まで導くことを大切にしており、前述の学校でサッカーのトレーニングもしながら勉強にもしっかりと取り組める環境を用意しているのである。こうした学校はフランス全土で900校くらいあり、プロクラブにはまだ入団できるレベルではないが、将来性があるといった生徒が対象になる。イメージ的には日本のトレセンに選抜されるような選手が集まるが、選手はこうした学校に入ってサポートを受けるという感じであって、学校のチームが用意されてそこで活動するわけではなく、ドイツなどのアカデミー同様にあくまでも地域にあるグラスルーツのクラブに所属し、前述の学校で体育以外の科目は通常通りの授業を受けて、スポーツの授業時間の代わりにサッカーのトレーニングを行う、そして午後は所属するアマチュアクラブのトレーニングに参加するという流れが一般的である。ただし学校で行うサッカーのトレーニングには当該学校の先生ではなくて、協会から認定を受けたクラブのサッカー指導者が担当することになっている。
こうした仕組みが同国サッカー連盟と国の支援で成り立っている。さらに国からの支援を管轄しているのが同国の教育・スポーツ省なので、そのため教育をしっかり行わせるという要望はかなり強い影響力を持って現場に伝わっていることに加えて、連盟が主導するクレールフォンテーヌ国立研究所をはじめ、各機関連携を取りながらも、包括的なサポートを目指している。また、プロクラブが持つ育成アカデミーを連盟が格付けしており、何人の選手が高校に入る資格や大学などに入る資格を取得できたかというような評価基準を設けているなど、教育に関するアプローチは非常に重要視されており、アカデミー生が学校の成績が落ちたり、問題を抱えたりした場合には練習参加を控えさせて、学業に取り組む時間を多く取るようにするなど、クラブ側もかなり厳格にしている。
スウェーデンでもプロサッカー選手を目指す場合、ルートはイングランドや日本と同様、クラブの育成組織に入ってクラブならば早ければ16歳、17歳でプロ契約を結ぶ選手もいるほか、学校チームからプロになる選手もいる。ただし学校サッカーは日本の部活という感じではなく、サッカーに特化したカリキュラムコースであり、日本のように他の学校と対戦するといったようなことはない。このコースは高校の中にトップクラスのスポーツトレーニングのための特別な時間を取ることができるクラスを設けているといったもので、このようなスポーツ高校は、スウェーデン国内に60校あり、サッカーも含め32のスポーツ種目が実施されている。すべてが公立高校で、全国におよそ1,300人ほどの生徒がおり、目的としては、こうした青少年たちがエリートのスポーツ活動と教育を両立させることを手助けすること、若いアスリートたちによりよいトレーニングの場と機会を提供することとしている。このシステムは1978年から採用されており、原則として同校入学希望者は皆がスポーツ高校へ入学する権利が与えられている。ただしその選考は、各スポーツで要求されるレベルでの評価を考慮に入れ、国内統括団体によって執り行われている。生徒は通常の高等学校のプログラムを受けると同時に、1週間の修業時間の中の5時間をスポーツに対する関心を高めるために費やすとなっているが、海外遠征や合宿等で同国の高校修学3年間で修了する見込みが立たない場合には、あらかじめカリキュラム調整して4年間で卒業できるようにする必要がある。
なお同国では、学校でサッカーをしながら、クラブにも所属している選手もいる。またこうしたクラブアカデミーには、北欧周辺国のクラブも含め入団テストなどはないことも多いが、これは地域の小さい少年団などのチームなどからスカウトを通じていい選手をピックアップしていくシステムを採用していることが多いためである。
前述のイングランドをはじめ、ヨーロッパではサッカーアカデミーが整備されはじめ、スペインならばMadrid Football Academy（マドリード）、International Development Academy（バレンシア）、
Kaptiva Sports Academy（バルセロナ）、フランスならば
International Centre of European Football（エビアン）などがある。同アカデミーでは高校生世代の選手たちが寮生活を送り、プロのスカウトやコーチ陣の目が行き届く環境でサッカーを行う。地元高校生のほかに国外国籍の留学生もおり、各アカデミーでは普段は基本的にFIFA規定を受けない地元リーグ戦に出場している。そうしたリーグであれば留学生選手でも国籍条項などの細かい制限は掛からずに地元選手と同様に公式戦出場が可能である。また、クラブチームユースなどが出場するヨーロッパのユース世代において最高峰のトーナメントであるMICなどのトーナメントにも参加している。アカデミー生徒は各アカデミーに併設されている学生寮でサッカーのほかに留学生ならスペインではスペイン語、フランスではフランス語を学びながら寮生活を送り学校教育を受けるが、アメリカ合衆国の教育プログラムを導入していることがあり、こうしたアカデミーではアメリカの高校卒業資格を取ることができ、授業やトレーニングは基本的に英語で行われる。留学生用には英語クラス（ESL）も用意されている。
英国の教育システムの影響を受けているオーストラリアでも　多くの州立学校でサッカークラスを設けて選択できるようになっており、中にはサッカー特化プログラムがある学校もあるが、こういった学校の中には入団試験を課して合格しないと入れない高いレベルの学校も存在する。日本以外の国と同様に、高校には日本のような部活システムは州立と私立の学校で一部に通ったイメージのものがある場合もあるといった程度で、スポーツなどの活動は基本的には学校から帰宅してから、各地域コミュニティーのクラブチームでやるのが一般的であり、日本でいう部活とは違った様相をみせる。また私立校のチームにしても、類似の私立学校同士の試合が頻繁にはあるが、そこからプロへと進むという感じではない。
このように学校サッカーはあるにはあるが、あったとしても科目としての体育の延長線上といった感がある。
同国については以前はサッカーのエリート層というと、学校サッカーとクラブサッカーを掛け持ちする感じをもっていたが、現在はトップを目指すならクラブサッカーが重要となっている。
一方で同じオセアニアに属するニュージーランドについては、水曜日などに学校が少し早く終わってスポーツが行われるといった「スポーツの日」を設ける学校も存在し、学校の部のようにスポーツや文化活動を所属して行うクラブも設けている。一般的には週に3回程度で放課後に練習があり、毎週末に試合があり、同国では高校チームの各種トーナメント大会なども開かれている。
同国では中学生や高校生が、学校のクラブと外部クラブチームを掛け持ちすることができるスポーツもあり、季節ごとで様々なスポーツが行われるようになってもいる。スポーツが夏のスポーツと冬のスポーツに分かれているのが特徴で、生徒によっては春と夏で別のスポーツを楽しんでいる。同国で夏のスポーツとはバレーボール、水泳、テニス、クリケット、ローイング（ボート）、ゴルフ、タッチラグビー等で、サッカーはバスケットボールやラグビー・フィールドホッケー等とともに冬のスポーツとされている。
アメリカ合衆国は、組織は全米ユースサッカー協会en:American_Youth_Soccer_Organizationや全米州立高校協会連盟en:National_Federation_of_State_High_School_Associationsのサッカー部会が知られるが、上記ニュージーランドのように学校スポーツはサッカーに限らずすべてのスポーツがシーズン制という形式がとられている。アメリカ合衆国の場合はある季節ごと、春に陸上競技や野球の大会、夏は夏休みで秋のスポーツの準備にあて、秋になるとアメフトとバスケットボール、冬にサッカーなど、とある競技はある期間でしか行われない。
ただし男子ではDA(development academy) と呼ばれるアメリカサッカー協会が管轄する、北米メジャーリーグ（MLS）の下部組織ができ、ここでは年中でサッカーが行われる。
一方、女子も含め現在でも、同国のユース年代は日本同様に高校と大学でのサッカー部に属して競技が続けられている。そして各学校に、学年をベースとしたトップチーム、セカンドチーム、Cチームと基本3つのチームを持ち、それぞれ州ベースのステイトカップがある。
トップチームは（varsityとも呼ばれる）実力次第でどの学年の選手でも加入することが可能。各学校の代表で、シーズンを通して対抗戦を行い、シーズンの終わりにはステイトカップなどに参加する。そしてセカンドチーム（junior varsity(JV)とも呼ばれる）は基本的に日本の中学3年に相当する9th gradeから、日本の高校2年に相当する11th gradeまでの学年、つまりU-15から17世代で構成される。それより上の学年の選手でサッカーをしたいがトップチームに入れない選手の場合、学校チームでのプレーはできない。最後のCチーム（freshman teamとも呼ばれる）は9thと10th gradeの選手つまりU-15と16世代だけで構成される。このチームは基本的に新たに高校に入ってきて間もない選手らのチームという位置づけで、他校のfreshman teamとシーズンマッチを行っていく。
各チームへ加入するのはスカウトでのほか、シーズン直前にあるトライアウトが設けられている。これには通常は100人ほど選手が受け、各チーム20人前後の選手を合格させて構成される。
学校チームに漏れた選手やシーズン以外にもプレーする場合は、トラベルサッカーと呼ばれるクラブチームが設けられている。アメリカのユース・高校年代ではDAチームに所属していなければ、年中同じチームでプレーする必要はなく、高校サッカーのシーズンが終了してもサッカーを続けたい場合であれば、プレーができるチームを探すことになる。
トラベルサッカーではチームでトーナメントに参加したり、大学のコーチなどが視察に来るShowcaseと呼ばれるものに参加する、大きなチャンスでもある。その他、高校サッカーと違って選手のほうで自分の実力を加味して自分にあった所属するチームを決めることが可能である。
なお指導は選手は一人ひとり違うという考えに基づいており、指導者が指導を施すことはなく、選手から聞かれた質問に対して教える、という指導スタンスになっている。
アメリカと共通項が多いカナダの場合、気候的なこともあり、雪が降る地域や気温がマイナスを超えるエリアでは当然冬はサッカーが出来ない。カナダの高校では、日本と同様のサッカー部の部活動はシーズン制を敷いている学校であると、主に2月から5月がサッカーのシーズンで、それ以外は他競技を行っているが、カナダではレギュラーシーズン後つまり学期後の6月から8月に渡り、所属するチーム以外のクラブチームや、ショーケースのキャンプに参加し、スキルアップと大学やプロクラブからのスカウト陣の前でプレーを披露する機会がある。高校の部活動だけでは物足りない、一年中サッカーに打ち込みたいという学生は、民間のクラブチームに所属し放課後及び週末に活動をすることも、2つのチームを掛け持ちということも可能である。但し学校の部活動ではないため、大会の予定によっては学校を欠席しなければならないこともある。
このほかにカナダの高校にはアカデミーと呼ばれる、スポーツのほかに芸術、文化の専門分野について集中的に学んで習得する、練習が出来る仕組みがある。サッカー以外のスポーツも、またスポーツ以外にも、ダンス、演劇、映像制作など芸術の分野などのアカデミーも存在する。そして他の学習科目と同じように単位取得に換算することが可能となっているが、このアカデミーは授業が終わってから行う部活動とは違って、授業時間中に活動が実施されている。そのため単位を取得することが出来るのである。ただしサッカーなどの場合は初心者向けではなく、ある程度経験年数と実績が必要でありまた受け入れ人数に制限があるほか、通常の授業料とは別に費用が掛かる場合がある。
全国大会的な存在もアメリカと同様にカナダの高校サッカーにもなく、各州内で地区を分けリーグ戦を行い、各リーグの代表がプレーオフを勝ち抜き、州の王座を決める大会までである。ただし州によっては高校だけでも約1,000校あると、その州の大会参加高校だけでも相当数になる場合もある。
北米リーグはドラフトがあるため、高校代表メンバーに入ることがひとつの目標であるが、これは州代表や国代表に選ばれると一気にスカウトへの露出が広がるため、強豪大学やドラフト候補に名を連ねる可能性が高くなるからである。
カナダのジュニア年代レベル・カテゴリーはU15世代以上であると、一番上にMLSのチーム下部組織（ジュニアユース）があり、彼らは同じメジャーユースチーム同士でシーズンを通して対戦。次は、BCプレミアリーグという州クラブチームのリーグがある。州をまたいで遠征するのでこれもかなり長旅になるものもある。その下にメトロという州内と周辺のエリアでのリーグになる。さらにその下にはゴールド、シルバー、ブロンズとなっており、このゴールドやシルバーにもゴールド1、ゴールド2と2つのレベルに区分され、小さい数字ほど高いレベルになる。シルバー1で王座になったチームが、次のシーズンに上位のゴールド2に挑戦するなどもあるが、年代によってはゴールドリーグが3まで在る、またブロンズリーグが無いということもある。カテゴリーの区分は年代によって違い、特にU12以下ではゴールドが最高レベルとなる。つまり小さな年代ほどメトロリーグ以上がないので、そのぶんゴールドが増えたりブロンズリーグが生まれる傾向にある。そして一番下にはその町エリアで行うハウスのリーグがある。どのレベルでもセレクションがあり、それをクリアして入団するが、BCプレミアリーグ以上はスカウトがないとなかなか入団できず、スカウトを受けて練習に参加しチーム内の競争でレギュラーの座を獲得という過酷な面がある。
北中米では他にベリーズで同国の中等学校スポーツ協会（NSSSA）がNational Secondary Schools Sports Associations Football Tournamentを開催している。ベリーズでも高校スポーツはシーズン制で、サッカー、バスケット、バレー、ソフトボール、陸上競技の5競技を1年を通して行われる。
コスタリカでも中央アメリカアメリカンスクール協会 (AASCA) 所属のインターナショナルスクールが実施のスポーツ大会の他に、コスタリカや中央アメリカ各地で開催されるトーナメントに参加。大会ではサッカーも実施されるが、同国では体育の授業さえもサッカーばかりの指導となっている。クラブ活動がある学校もあるが、あっても必ずサッカー部があるわけではない。また、地域内スポーツ大会がある場合、学校チームを編成して大会に出場する。また同国では日本人が日本ではおなじみの高校生によるスポーツ大会「Clasico Escolar de Costa Rica」をコスタリカで企画している。スポーツの普及を通して、青少年の犯罪や肥満、HIVの感染などを防ぐことを目指している。
同じ北中米のメキシコにおいても、学校全体としてのクラブ活動はあり、バスケットボール、バレーボール、サッカー等のスポーツを行うことが増えているという。スポーツを本格的に行いたい者はさらに有料のスポーツクラブに所属して練習するのであるが、プロサッカーチームが運営するジュニアクラスも多くある。そして同国で私立大学になるとスポーツ奨学生制度もあるという実情もある。
南アフリカ共和国ではSchools Soccerで示される通り、高校や中学のサッカーチームのリーグもいくつか存在している。しかしながら、同国の私立校や旧モデルC校の多くは学校にサッカープログラムを含めないことを選択し、物議を醸しているとされる。同国最大規模の全国学校サッカートーナメントの1つに、ケイ・モツェペ・スクールズ・カップ（Kay Motsepe Schools Cup）が知られる。
アフリカではアフリカサッカー連盟（Confederation Africaine de Football, CAF）が主催する学校対抗で15歳以下の男女が参加するen:CAF_African_Schools_Football_Championship（アフリカ学校サッカー選手権）が開催されている。
また、東アフリカでFEASSSA（the Federation of East African Secondary Schools Sports Associations、東アフリカ中等学校スポーツ協会連盟）が、FEASSSA Gamesとしてスポーツ大会が開催され、サッカーはEast African Secondary Schools Football Tournament（東アフリカ中等学校サッカートーナメント大会）が行われている。ガーナ国内ではVALCO Soccer TournamentやMilo Schools Soccer Championshipなどがある。
アフリカ南部はCOSAFA（南部アフリカサッカー協会評議会）が2022年からen:COSAFA_Schools_Cupを開催している。地区代表となった中等学校のほか、生徒のナショナルチーム選抜（例えば、en:South_Africa_national_under-15_soccer_team）が出場する。
北アフリカでもen:UNAF_U-15_TournamentでUNAF Schools Tournamentが、2022年からは20歳未満の学生で構成される学校選手権North African Schools Championship（北アフリカ学校サッカー選手権）が開催される。
ウガンダ、ザンビア、
ガーナ、ナイジェリア（私立学校などで）、ケニアなどのアフリカ地域の一部の国も、韓国やアメリカをはじめ、英連邦諸国や日本のようにいわゆる部活動を整備している学校はあり、サッカー部があればサッカーをすることも可能である。
大韓民国は飯田（2013）にて分析のとおり、大韓サッカー協会（KFA)で指定校制度を小学校サッカー部から制度化し、頂点を目指すエリートとそれ以外の選手が早くも小学生段階で選別される。
同国KリーグではすべてのクラブにU-12、U-15、U-18のユースチームを設けることを義務付けているが、韓国Kリーグの下部組織は何処も基本的には地域の小中高と提携をしているので、学校の部活がクラブチームという形になっている。特に高校は地域にもとあった強豪高校を傘下に組み込んている。
韓国のユース育成事情は、かつての日本同様に、韓国でも学校体育が選手発掘と育成の場を担ってきた。
韓国のスポーツはエリートスポーツ主義と呼ばれるように、子供のうちにスポーツに才能があることを見い出されれば、勉強はそっちのけでスポーツに専念するような仕組みになっていることが知られ、サッカーも例外ではなく、その育成も少数精鋭のエリート主義と徹底的なスパルタ指導であったが、近年では正規の授業を受けながらサッカーの練習もしている現状がある。
かつての通称「四強制度」（サガン・チェド）つまり『体育特技者制度』もよく知られていた。このシステムは年に数回あるトーナメント方式の全国大会で好成績を残さねば、次に進学する学校、すなわちサッカー部がある学校にスポーツ特待生としてスカウトされないという韓国独自の選手選抜システムであり、大会で所属チームがベスト4になる必要があるため、通称の名で呼ばれる。全国大会は 年に何回かあり、ベスト4以上の戦績を収めた指定校のなかから、つぎの進学先 の指定校サッカー部へ推薦入部できる選手が決まるというものである。
韓国もアメリカ同様、高校サッカー部に入るのには推薦以外ではセレクションであって、希望して誰もが入れるのではない。そしてクラブの下部組織ゆえ指導者がプロであるというところに大きな特徴がある。
チーム編成は30数名ぐらいの人数で動いており、その人数に対してスタッフが5名ぐらいが付き、大人数でしっかり指導がなされる。そして選手は中学生からは皆クラブの寮に入ることが義務づけられている。
こうして中学進学から高校、大学進学の際と、ふるいにかけられていく。同国では大学進学に熱心な側面もあり、大学進学の仕組みが整えられている同制度の評価は高く、韓国のエリート主義が根本に残る要因となっている。このためサッカー部の数や競技人口は驚くほど少ない。
ただし韓国人は国技はサッカーと誰もが口にするほどサッカー人気は高く、サッカーが不人気だったわけではない。チョギ・チュックと呼ばれる草サッカーや、引退した有名選手が運営するサッカークラブ教室も盛んであった。ただし当時の協会は学校スポーツとして行われるサッカー活動のみ協会登録を認めており、韓国の高校サッカー部の置かれている状況は前述の通りである。
四強制度が象徴する激烈な競争は、選手の勝利への執念をかきたてていった。つまりサッカーを続けていくためには、進学のたびに所属したチームが好成績を残さねばならないわけであるので、選手たちはそうした過酷な生存競争の中で、強靭な体力、不屈の精神力、そしてここ一番での勝負強さといった韓国サッカーの伝統を心と体に染み込ませていくのであった。しかしこうなると選手も指導者も勝利至上主義にならざるを得ない。そのため、技術や戦術知識の習得に多くの時間を割くよりは、手っ取り早く相手を圧倒できるようスピードと体力強化にどうしても主眼が置かれてきたといってもよい。
一方、激しさばかりを追求したがために、スキルフルな選手が生まれにくい環境にもなっていた。実際、気力と体力の一本調子サッカーは、アジアでは勝てても世界の舞台では苦戦。さらに2002年ワールドカップあたりを境に、これまでの勝利至上主義からか、ラフプレーの横行などの問題も指摘され、是正する方向に向かった。そして少数精鋭主義は人材の固定化を招き、埋もれた原石も発掘しにくい面も浮き彫りになる。
特に日本とは対照的な結果に終わったことで知られる1999年に開催されたワールドユース選手権で、自国のサッカー育成環境の弊害と限界を思い知らされた協会は、この年を境に抜本的な改革に乗り出している。底辺拡大路線として、ユース育成費用を協会年間予算に盛り込むことを決める。2000年度からはサッカー部の新規創部を計画する小、中学校に対して支援金を支給を開始した。
2002年にはKリーグ各クラブにユース育成のための下部組織の設立を義務づけ、2003年からはそれまで協会管理下になかった地域のサッカー教室として活動していたクラブチームを登録し、学校サッカー部は1種、クラブは2種という形区分で分類化して底辺拡大に努めたのである。
2008年からは高校チャレンジリーグをスタートさせる。これはリーグ傘下クラブと高校サッカー部が熱戦を繰り広げるリーグ戦である。この世代はこれまでトーナメント戦ばかりが実戦機会だったが、これによって毎週末試合が組まれるようになった。これらリーグ戦の開催で、協会は将来的には選手やチームの競争心を煽るためだけのトーナメント戦をなくそうともしているとみられ、それはつまり四強入りで大学進学が可能という特殊なシステムを生み出したある種学歴偏重社会となっている制度への挑戦と受けとめられている。実際、サッカーで学歴を取得できる既存制度を支持する指導者や父兄からは相応の反発があったとされる。一方でリーグでは2013年から、チーム内における若手選手の登録に関する規則が設けられた。すべてのクラブはスターティングイレブンの中にU-23選手を一人は含める必要がある。リーグ内のU-22選手の数も増加傾向にある。つまりそうした選手を早くに育てて登録する必要があるのである。
また高校生を対象に大韓サッカー協会優秀選手海外留学プロジェクト優秀選手海外留学プログラムを立ち上げ、選手を育てている。
熱烈なサッカーファンで知られる習近平国家主席（党総書記）の肝いりで策定された「サッカー改革発展総合計画」で『少年足球養成』と題されたドキュメンタリー映画で日本の高校サッカーをテーマにするほどである中国の場合、通常の高校だけでなく小中学校にも部活動というものがないことが圧倒的であるため、学生たちはサッカーをする機会すら存在しないといえるのが現状であり、従って中国には全国規模で行われている高校生のサッカー大会も知られていない（台湾については台湾のスポーツ参照）。中国の学校は古くからサッカーに取り組む福州外国語学校（en:uzhou_Foreign_Language_School、市立公立中等学校福州第九中学校）のような伝統校は例外として、とかく進学率を上げることにしか興味がないことに加え、体育の授業まで他の科目に変更になることが多いというのが現状だとされる。また子供が学校でケガをしようものなら親からクレームが来るので、体がぶつかりケガをしやすいサッカーなどは学校も避ける傾向がある。つまりは学校も責任を負わされることを最も恐れているのであり、さらに学校は子どもの成績重視から毎日かなりの量の宿題が出るとされ、そして宿題が終わるのが夜遅くになり、他の時間が全くとれないという。
このため2015年からは国務院と教育部において全国青少年校園足球部門なる組織の設立が認可されて、サッカーを特色とする学校を発足から2年間で約1万3千校設立させ、同時に69の地域をサッカー改革地域として指定されていくことになった。
中国ではそれまではサッカー育成は広州足球倶楽部#恒大足球学校のようなプロチームの発足に伴い設置された下部組織や全国に足球学校/基地なるサッカーアカデミーが用意されていて、基本的に中学生年代には街のクラブチームがあってまずはそこでプレーし、実力がある選手が随時上記の組織に移る仕組みとなっている。つまりはその先の高校になると先のとおり中国では部活動というのが基本的にないため、下部組織やサッカーアカデミーに入れなかった選手は、高校のサッカー部に入りサッカーを続けるという選択肢はなかった。このため中学生までに頭角を現した選手でないと本格的なサッカーを続けることができないことになっていた。
下部組織やサッカーアカデミーへ入った場合、全員が全寮制の宿泊施設で共同生活をする。アカデミーの場合は母体は会社運営で、小学校から高校にあたる生徒らを預かるが、どちらも一般的な学校で教育するのではなく、チームが準備する教育塾が最低限の教育だけを行う。
こうした生活を敷地内で送りトレーニングに励んで行くのが一般的であるが、自宅からの通いでチーム活動をしている下部組織もある。
一方で先の特色のある学校の場合、授業は普通の学校とほぼ変わらない内容で受け、体育の授業が全てサッカーという学校生活を送る。
育成組織によっては、同じアカデミーの中に先のサッカーを特色とする学校の部活に所属している選手とクラブ下部組織もしくはアカデミーに所属している選手が混同している組織もある。学校所属選手とアカデミー所属選手の違いには受けるサービスに大きな違いがあり、学校所属選手は学費や衣食住の費用から遠征費用まで自己負担であるが、クラブ下部組織やアカデミー所属選手は塾の費用はもとより衣食住や遠征費まで全て所属クラブの、アカデミーなら運営会社の負担である。従って海外遠征も下部組織所属選手らならば幼年期ぐらいから行くこともあるが、期間が1ヶ月などの長期期間ともなるとクラブが全額負担であるためにかなりの金額が動くという。
zh:中国青少年足球、zh:全國中等學校足球聯賽も参照。
なお中国は、民政部の承認を受け、教育部の監督下にある全国的なスポーツ社会組織で1973年に設立された中国学校スポーツ連盟（The China School Sports Federation、FSSC）があり、同組織は、全国的な学校スポーツ競技会を組織し、国際学校スポーツ連盟 (ISF)、アジア学校スポーツ連盟 (ASSF)、アジア学校サッカー連盟 (ASFF) に中国を代表する組織となっている。そしてサッカーだけでなく、毎年40以上のスポーツで 140以上の全国学校スポーツ大会を開催し、国際およびアジアのスポーツ組織が主催する学校選手権の他会議、交流活動に50以上の代表団を派遣している。現在、FSSCはサッカーをはじめ陸上競技、バスケットボール、バレーボール、卓球などのスポーツに基づいて20の支部組織と、スポーツ教師、審判管理、メディアなどの面で FSSC を支援する 6つの作業委員会を設けている。
日本の部活動と類似するしくみは、日本国外ではインターナショナルスクールで主に取り組まれている。
そのうちサッカーについては、イタリアにインターナショナルスクールを対象とし、SUD EVENTIスポーツ協会が主催するSEA CUP／スクールフットボールカップ・スポーツフェスティバルが行われているし、The World Schools Gamesのサッカー部門であるWorld Schools Football Cupも行われている。
台湾ではインターナショナルスクールスポーツ協会TISSAがサッカー大会を主催し、同国のインターナショナルスクールが参加している。
東南アジアでも、インターナショナルスクールの間で開催されていたスポーツ大会から、IASAS（en:Interscholastic_Association_of_Southeast_Asian_Schools, 東南アジア学校連盟）が1982年秋に発足。シーズン制がとられており、サッカーはクロスカントリー、バレーボールとともに第1シーズンとなっている。
アジアのインターナショナルスクール間ではほかに、7人制大会でブリティッシュインターナショナルスクールプーケット（BISP）が主催し、アジア、中東、オセアニア各地のインターナショナルスクールが参加する地域で最大の学校対抗サッカートーナメント
bisp soccer 7s tournament（BISPサッカー7人制大会）
がある。
東アジアと東南アジアのインターナショナルスクールのうち、フランス系のスクールでは、AEFE (フランス海外教育庁) が主催するPROZAP（AEFE sports projects for the Asia-Pacific region、The Project Asia Pacific Football Cup）という大会が行われている。
東南アジア諸国連合（ASEAN）では、毎年恒例のマルチスポーツイベントとしてASEAN諸国内の中等学校に通う生徒アスリートを対象としたイベントであるen:ASEAN_School_Gamesでは、フットサルが行われている。
南アジアや中東諸国でも東南アジア同様、インターナショナルスクールの間で南アジア学校連盟（en:SAISA）やen:Middle East South Asia Conference（中東・南アジア会議）でスポーツイベントが行われ、サッカーも開催されている。
アジアでは、U-18の学校サッカー国別代表が争う東南アジアや中国などが参加するアジア学校サッカー選手権大会（Asian School Championship in football）や、主に東南アジア圏のインターナショナルスクールが参加する大会にはほかに、SEASAC（South East Asia Student Activities Conference、東南アジア学生活動会議）がある。
FIFAも東南アジア地域および中東地域でで、学校サッカーをユネスコと共同で取り組んでいる。
タイの場合は、インターナショナルスクール以外では、ジャトゥラミトル・サマッキー (Jaturamitr_Samakkee) として知られる、タイで最も古い4つの男子校の対抗サッカー大会が開催されている。
タイのサッカーの歴史は古く、タイのサッカー協会の創立は1916年で、1921年である日本サッカーの創立より6年早い。タイの高校サッカー選手権もある。ただし、2008年に初めてスタートしている。
もともとタイは学校サッカーが盛んである。SNSで有名なバー直撃PKが入ってしまう映像は、タイの高校サッカーでの出来事である。そして、同国ではユースクラブより学校チームは伝統的にも強い。日本のかつての全日本ユースサッカー選手権大会のような全国大会がU-18、U-16、U-14、U-12まである。特にU-12からU-15までの年代で最も力があり、ティーラトン・ブンマタンやティーラシン・デーンダーといった選手を輩出したアサンプション大学の付属学校で作られたチームが有名である。日本の高校サッカーのようなイメージに近く、学校にスポーツ推薦で入り、そこで活躍してプロクラブと契約するパターンがメインの道筋となっている。
それ以外にも、地域ごとの大会が存在する。ただし、選手登録の件では日本のようにすべてがJFA登録選手ではなく、タイでは整備されていないため、タイの育成年代の選手は、学校チームに所属していても学校の大会とクラブユースのチームに加わってクラブの大会両方に出場している選手もいる。
タイでは、弊害もあるがU-12年代からの大会になると、大会に賞金がある。
タイではU-12世代を全国セレクションで入団させ、選手らはセレクションが終わったあと、学校に特待生として入学させている。入学先の学校は学校サッカーで歴史あるところであり、在籍している選手たちも学校を代表して学校の大会に出場してもいるが、当然クラブとして大会に出場するときは、クラブチームとして戦っている。このため、ほとんどの学校大会に出場する有力なチームでは、結局そとのクラブとつながっているような状況である。
また、同国ではクラブ用の大会として、タイユースリーグがある。U-13からU-19までのカテゴリーで構成されており、リーグには地域のクラブとプロクラブのアカデミーと地域FA選抜チームが参加しているが、クラブチームも学校チームに近いような図式ともなっている。
そもそもタイのリーグであるTリーグはT1からT4まであるが、アカデミーを持っているチームの絶対数が少なく、T2、T3、T4と下のリーグに行くほど保有しているクラブは少なくなっている。
インドネシアは学校対抗サッカーとして2009年に開始したインドネシア教育リーグ (Indonesia_Education_League) を、2010年代に行っていた。
ジャカルタではジャカルタ・インターカルチュアル・スクール（JIS）のスクール コンペティション リーグ (JSCL) が知られる。男子と女子の競技リーグがあり、リーグにはジャカルタ周辺のさまざまな学校から集まった約120チームが年齢別に分かれて参加。リーグは1月から5月まで開催される。
またインドでは、学校サッカーとしての取り組みにはミッションXIミリオン (Mission_XI_Million) も知られるが、権威ある国際学校対抗サッカートーナメントとして、1960年以来en:Subroto_Cup（スブロトカップ）国際サッカートーナメントをニューデリーで開催している。
イランのサッカーも1910年にテヘランのアルボルズ・ハイスクールがアメリカンスクールの時代に学校のカリキュラムの一部としてフットボールを導入したのに始まる。第一次世界大戦の勃発まで行われていた。第二次世界大戦後、パーレビ朝第二代国王パーレビは大のサッカーファンで、スイス留学中に留学先の学校チームで主将まで務めており、その後の育成と代表強化に力を入れた。
50年代には、サッカーは大人気スポーツとなり、そしてサッカーチームのクラブ化に伴い、室内競技種目チームが専用アリーナと共に併設されることとなるが、このために発展したのが、実はフットサルクラブであった。イランでは小学校、中学校、高校、大学の各教育課程の段階で学校単位でのフットサルのトーナメント選手権が設けられており、全国大会も開かれている。フットサル連盟が主催するプロリーグも90年代に設立されており、学校チームも選手の供給源となっている。
アラブ諸国では、アラブ圏というくくりでU15を対象としたArab Schools Football Championship（アラブ学校サッカー選手権）が、アラブ体育学校スポーツ連合 (AUPESS) によって運営されている。アラブ大会にナショナルチーム（national student football team）で参加するが、チームは国内の全国学校サッカー選手権で上位チームから厳選された選手からなる。イスラム圏というくくりではBachar Houli Foundationが、BACHAR HOULI CUPで中等学校向けのSoccer Cupが開催されている。
アラブ首長国連邦（UAE）では、UAEスクール・フットボール・カップ（united-arab-emirates-schools-football-cup）が行われている。10歳から16歳までを対象としたトーナメントで、UAE国内および海外の学校から12,000人を超える生徒たちが一堂に会するようにされている。
アブダビではアブダビ教育知識省（ADEK）が地域最大の学校間スポーツイベントとして、首長国の公立、私立、チャータースクール、大学の生徒を対象とした学校スポーツカップを開催。男子および女子サッカー トーナメントは年齢カテゴリをU13、U15、U17、U19としている。　このほか、同国ではMiddle-east_Unity-cup_Dubai_Football_Tournamentも知られる。
トルコでは同国内のインターナショナルスクールの他に、例えばスポーツクラブを併設するen:ENKA_Schoolsはサッカーを含め各スポーツは年度初めに実施するトライアウトで、レベル別に学校チームを編成。学校チームに選ばれた生徒は、ENKA Schools 学校チームのライセンスを取得し、試合に参加。同校のすべてのチームは、学校があるイスタンブール県サルイェル市内の自治体トーナメントと、イスタンブール市内で開催される一般の市立学校トーナメントに参加している。また、ENKA スポーツ クラブ内で年間を通じてイスタンブールのクラブ間で開催されるリーグや大会にも参加。これらの大会で上位にランクインしたチームは、地域および全国選手権に出場する。このコラボレーションのおかげで、生徒は学校やリーグ間のトーナメントやクラブ間の試合に参加して、より多くの経験を積む機会を得られることとなる。
そもそも同国のサッカークラブであるイスタンブールスポルはイスタンブール高等学校
 (Istanbul_High_School) の、ガラタサライSKは、ガラタサライ高等学校 (Galatasaray_High_School) の生徒チームによって結成され、名前も同校にちなんで名付けられ、クラブの創設期にはサッカー選手はすべて学校の生徒で構成されていた。なおガラタサライ高等学校はガラタサライサッカークラブの親会社であるガラタサライスポーツクラブ、ガラタサライ大学を含むガラタサライコミュニティの元祖でもある。

### 日本
日本では学校機関での部活動としてサッカーに取り組んでいる学校が多いが、高校生年代におけるサッカーの場合、野球など他のスポーツとは違い、全国高等学校体育連盟（高体連）と日本サッカー協会が主管する高校の部活動（日本の「高校サッカー」）の他に、いわゆるクラブユースという選択肢もある。
クラブユースには、Jリーグの下部組織と、Jリーグのプロクラブを母体としない「街クラブ」と呼ばれる、地域サッカーを拠点とするユース年代を扱うサッカーチームや地域サッカークラブ組織の下部組織で日本クラブユースサッカー連盟に加盟するサッカークラブがある。いずれも日本サッカー協会が定める大会種別のうち、第2種（高校生年代）にあたる。
特にJリーグ発足後はJリーグクラブのユースチームでプレー後プロで活躍するケースが増えており
、中学生年代でのエリートがクラブユースを選択し、そこから漏れた生徒が高校サッカー部を選択する、という潮流に成りつつある。2006年のAFC U-17選手権で優勝したU-16日本代表においては、登録メンバー22名中高校サッカー部所属者はわずか1名であり、象徴的な結果となった。
そのような中で、中村俊輔や本田圭佑のように、中学生年代ではJリーグクラブのジュニアユースに所属していながらユースチームへの昇格がならなかったものの、高校サッカー部でその実力を開花させた選手も存在する。これはクラブユースチームの数は高校サッカー部に比べれば極めて少なく、そこに加わることの出来る選手はごく限られているからで、中澤佑二や中村憲剛のように高校時代は全く無名ながら後に日本代表までのぼる選手もおり、そうした才能を掬い上げる目の細かな網として高校サッカー部は極めて重要視されている。Jリーグ発足後も川島永嗣、岡崎慎司、長友佑都、長谷部誠、内田篤人、乾貴士、浅野拓磨など、高校（さらに大学まで進学して）サッカー部出身者は相変わらず多く、従ってJリーグクラブにとって、高校サッカーも依然として貴重な選手の供給源である。また選手にとっても、Jクラブへの進路選択の幅を広くもちたいなどや、Jリーグユース制度発足後でも、高校サッカー界で名の知れた高校チームへ加入して切磋琢磨し「冬の国立」として知られる全国高等学校サッカー選手権大会での活躍が憧れの舞台である事は変わりない。特に選手権大会は日本テレビが幹事局になってテレビ中継される影響でクラブユースと高校サッカーではマスコミによる扱いの差に著しく隔たりが生じ、クラブユースのみの大会はスポーツニュースで取り上げる機会が皆無に等しいという事情もあって、ジュニアユースからユースへの昇格が確実視されながら、冬の国立を目指して高校サッカー部を選ぶといった選手もまだ少なからずいる。またJリーグクラブのユース発足前からあるいわゆる強豪校のその実績や伝統に惹かれる等、そして井田勝通、上間政彦、河崎護、黒田剛、古沼貞雄、小嶺忠敏、佐熊裕和、志波芳則、平岡和徳、本田裕一郎、松本暁司、山田耕介といった実績のある指導者の下でプレーして自身の実力を高めたいなど、それぞれの事情も様々である。
全国的な高校サッカーの大会としては他に、全国高等学校総合体育大会サッカー競技大会（夏のインターハイ）がある。
上記2大会にクラブユース勢との混合で、2種（高校生年代）の日本一チームを決める高円宮杯U-18サッカーリーグを含め、三大大会と称する。U-18サッカーリーグの前身である高円宮杯全日本ユースサッカー選手権 (U-18)大会やユースチームがなかった時期においては、高校サッカーチームの選抜者のみで構成された国民体育大会のサッカー競技少年の部を三大大会に数えていた。
女子を対象にした高校サッカー大会は上記の夏のインターハイ女子サッカーの部と、1992年より全日本高等学校女子サッカー選手権大会が実施されている。
高校年代サッカーで優れた才能がクラブユースにも集まった結果、高校サッカーで従来エリート選手が集中していた強豪校・名門校の地位が下がり、また優れた指導者が高校年代のみならず、小・中学世代でも全国各地で増えつつあることで、選手層の底上げが全国的に進んでいることもあって、高校サッカーは「戦国時代」を迎えている。
なお、日本サッカー協会主催の天皇杯は、各都道府県予選に高校生チームも出場可能。もちろん高体連所属の高校サッカー部のみではなく、各県都道府県2種登録チーム全て、つまり高校サッカー部の他にクラブユースにも門戸が開かれている。ただしクラブユースは大都市圏に集中している傾向が強く、2種登録チームをどう都道府県予選に参加させるのかは、当該都道府県により事情が異なる。そして高校サッカー部の年間スケジュールの関係もあり、天皇杯に特化した予選を行うのは難しい事情もあり、2種登録チームの天皇杯予選出場校の条件を他の大会（高円宮杯U-18サッカーリーグ、プリンスリーグなど）の成績と兼用にしている都道府県が多い。各都道府県での高校生チームの予選出場条件の詳細については天皇杯全日本サッカー選手権大会や各都道府県予選大会の記事を参照。
チームは移籍（転校）も可能であるがこれについて、日本のサッカー界の移籍ルールの一つに6ヶ月ルールというのが知られており、高校サッカーでも適用され、高体連から高体連の他チームやクラブユース、クラブユースから高体連の移籍において旧チームの登録抹消がなされてから6ヶ月は新チームへの選手登録は出来ないようになっているが、例外として家族全員での引越しといった事情によるチーム移籍ならば、当該都道府県の協会に特別に認められれば、すぐの登録は可能となっている。あくまで特別な事情によるものと判断される場合であり、意図的に移籍前提での引越と転校といったケースなら認められない可能性もある。
橋本英郎は、一貫した基準に基づき、ポイントを押さえた指導を心得ている分個々の能力引き上げにおいては、クラブユースのほうが秀でているという見解を示している。高校サッカー界では特別な指導者ならこの能力を持っていると思うが、学校の数が多いぶん、限られてきてしまうとしている。一方で高体連の良さはやはり部員数が多い環境下にあって埋もれず這い上がってくる強さ、逞しさ、そしてチャンスに対する貪欲さとしている。これはクラブチームのようにシステマチックに育成されていくのではなく、部員数が多いことやほかにもいろいろと自分たちでやらなければいけない作業があるため、時間効率は決して良くないぶん、与えられたチャンスに対する貪欲さがあり、クラブ育ちではなかなか身に付かないものとしている。Jクラブのアカデミーが目ざすゴールは試合の結果ではなく、いかにプロで通用する選手を育て、世界で闘える選手を輩出できるかが中心になっているが、高校サッカーではとくにその中心である高校選手権では、地区予選から大半は一発勝負の連続で、青春を賭けて戦っているというこの点からも、一発勝負で発揮する力の差が、クラブユース出身者と高体連の選手との間で大きくあるとしている。特に、Jクラブの下部組織では教えられる技術や理論、身に着けておきたい指針も提示され、プロになるために必要な要素も教示される。コーチも元プロの者がやっており、その中に身を置いて切磋琢磨ができるのは、貴重な場となっているが、いっぽうで、ジュニアユースからユースに上がれなければ、切り捨てに近い状況なために、挫折感を味合わせることになる。高校に上がった時に、そこから這い上がれるのとそうでないのは両極端であるため、そのことを理解しておく必要があるという。
Jクラブの下部組織から高校サッカーへ進む選手の場合、技術だけでなく、理論も備わっており、このため素晴らしい指導者がいるサッカー部ではないと技術論の薄さというものがどうしても露呈され、彼らが高校のサッカー部に対し間違っているのではと疑問を抱くこととなるとし、この事から理解不能状態へと陥り、違和感を覚えるのではないかという。ところが高校サッカーの場合、理論を教えられる優秀なコーチを雇えているかというとそこまで多くはないとみられるため、下部組織出身者は覚悟して高校サッカーに行くべきだとし、身に着けた理論も、加入した高校には高校のサッカーがあり、別のサッカーをしに行くという発想で取り組まないとまずやっていけない、疑問を呈したとしても試合に出れなければ話にならないので、監督の意図するプレーをやる必要性が生じるという。ただしこうした部活動の側面すべてが悪いわけでなく、頑張ってある程度のレベルまで達して、監督の指導を忠実に守れれば花開くチャンスがありそれは良いことだが、ユースに上がれなくて、もしくは上がれてもあえて高校サッカーへ行く者もプロを目指してJクラブの下部組織から高校サッカーに来ているのであって、こうした選手たちの思いを理解している指導者、下部組織にいたことの意味を理解している者たち自体少数で、Jクラブの下部組織出身だから良い技術を持っている程度の認識と指導法でいると、これまで培ってきた選手の技術も落ちてしまうため、高校サッカーというのはJの下部組織出身者にとっては危険性をはらむという。その結果理不尽な高校サッカーの慣習に問題を抱えて、学校を辞めてしまったJアカデミー出身者もいるという。指導者はいろんな意味でもっとサッカーだけではなく、思春期の者たちを取り扱うという意識を持って勉強をしておく、セレクション等で優秀な選手を取るのであれば、チームのことだけではなく街クラブ、中体連、Jクラブ等出身者ら、それぞれに心理的なことをも把握しておく必要性が高校サッカーにはあり、高校の部活が人生を壊すようなことだけはならないように努める責任が、高校サッカーにはあるのではないかという。
選択肢が広い故、高校を卒業してJリーグを経由せずに欧州のクラブに加入といったケースつまり高体連から直接海外移籍するケースが増加傾向にある。
森岡隆三は特に選手権は冬の檜舞台で勝つと注目されるが、選手権で優勝する価値と高校3年間で自分を成長させる価値の2つが伴うかといえば、意外とそうでない場合、悪い意味で勝利至上主義になってしまいがちであるとする。今までの高校サッカーにおいてそのような傾向があるとすると、選手の判断を奪う指導につながってしまう。判断のないプレーをして勝ち進むが、次のステージに行った時に通用しなくなってしまうというマイナス面が高校のチームで以前は見られ、またアカデミーも素晴らしい環境が整っており、プロを経験したスタッフも多くいるが、一歩間違えると子どもたちに情報を与えすぎてしまい、至れり尽くせりの環境になりがちであるとしている。指導力もあって環境も整っている故に、自分で道を切り開くのではなく、用意され過ぎて過保護になって個々の判断力が奪われてしまうといったケースが、以前には多くみられたとしている。
Jユースは母体になるトップチームの戦い方が色濃くなるが、これはトップチームのメンバーに引き上げる目的があるのならば、トップの戦術や戦略に見合った選手を育てるからで、高体連の場合は次の進路が大学やプロであれ、上のレベルでもう一度セレクトされるため、今後の可能性も踏まえ、ストロングポイントを伸ばすという育て方は往々にしてあるとし、そこがクラブと高体連で若干違うという認識がある。そして普通は選手を見て指導をするものであるが、Jユースの監督は育成組織の監督なのに、年に4人も5人も代わっていることもある。このことはJユースに優秀な指導者がいないのかというわけでなく、一番の理由は監督の腰が落ち着かないことで、ユースの監督はフロントを見なければいけなく、そうなると監督というのは思い切ったことができないため、チームの色合いが薄いことになる。
欧州ではプロ選手を目指したが、プロクラブのユースに入れない選手は街クラブでプレーし機会を待つか、サッカーのプロ選手になるのを辞めるかという究極の二択を迫られるのが基本だが、日本は受け皿が多い分、選手達の選択肢が多いことが挙げられる。
以前から日本でもヨーロッパのクラブチームのように個々を重視した育成を見習うべきとの意見があるが、一方でイビチャ・オシムが日本の部活動のシステムを世界的に見て素晴らしいシステムと述べるなど学校機関での部活動を積極的に評価する意見もある。例えば、高校サッカー部出でも柴崎岳、大迫勇也らの場合は、中高一貫校でプレーしていた。このため柴崎は中3の時点で既に青森山田高校のチームに入ってプリンスリーグ東北を経験していたことが知られる。
ジュニアユースを抱えて6年一貫指導ができる高校チームも増えており、埼玉県でFC LAVIDAと昌平高等学校や叡明高等学校およびBRILLAR FC、千葉県で房総ローヴァーズ木更津FCおよび拓殖大学紅陵高等学校サッカー部、東京都でWASEDA UNITED久我山および国学院久我山高等学校、新潟県でEVOLVE FCおよび日本文理高等学校やROUSE新潟フットボールクラブおよび新潟明訓高等学校、茨城県で霞ヶ浦FCジュニアユースおよび霞ヶ浦高等学校、栃木県で矢板SCおよび矢板中央高等学校、兵庫県でCRECER FC淡路島および相生学院高等学校、宮崎県でセントラルFC宮崎と鵬翔高等学校、鹿児島県でFC KAJITSUおよび鹿児島実業高等学校、のような3種（中学生）も抱える地元クラブと高校の一貫体制も増えている。私立高校が多いが、静岡県で藤枝東FCの場合は静岡県立藤枝東高等学校と、奈良県でBoscovilla Soccer Academyの場合は奈良県立山辺高等学校となど、公立の高校でも下部組織連携を実施している。そして前述柴崎などのケースのように下部組織の選手を高校世代のカテゴリリーグに出場させたり、こうした高校が冬の選手権で躍進をしたことでその高校に憧れを持ち、下部組織に当たるジュニアユースのチームに入団希望者が増えるなどの効果もみられる。提携の仕方も様々で、下部組織としてのほかに前橋フットボールクラブが前橋育英高等学校の、NPOひがしスポーツクラブ（FCひがし）が富山第一高等学校のグラウンドで練習をしており、同校への進学実績が多くなるというケースもある。
環境、人材共有は非常にメリットがあり、こうした学校のチームは6年制によって高い目標に向けて指導をする際の時間的な余裕も得られるが、さらに流通経済大学付属柏高等学校のクラブ・ドラゴンズ柏や帝京長岡高等学校の長岡JYFC、尚志高等学校のSHOSHI FC、帯広北高等学校の帯北FCなど、小学年代のチームを持つ場合もあり、もっと長いスパンで育成をスタートさせるチームも出てきている。
Jリーグユースチームとの提携校も増えている。
例を上げると、
サンフレッチェ広島ユースと広島県立吉田高等学校、並木学院高等学校、
柏レイソルユースと日本体育大学柏高等学校、
鹿島アントラーズユースと鹿島学園高等学校、
東京ヴェルディユースと中央アートアカデミー高等部、
ベガルタ仙台ユースと仙台大学附属明成高等学校、
アルビレックス新潟ユースと開志学園JAPANサッカーカレッジ高等部、
京都サンガユースと立命館宇治高等学校、
ガンバ大阪ユースと追手門学院高等学校、
セレッソ大阪ユースと興国高等学校、
ヴィッセル神戸ユースと神戸学院大学附属高等学校、
ファジアーノ岡山ユースと岡山学芸館高等学校、
サガン鳥栖ユースと龍谷高等学校
などの提携がみられる。
JFAアカデミー福島は発足時男女とも地元福島県立富岡高等学校との提携関係が結ばれ、男女双方のサッカー部設立・強化の方針が打ち出された事により、富岡高校は全国大会出場までに至る。
Jリーグ加盟のサッカークラブのうち、ガイナーレ鳥取のクラブが設立したU-18と連携している米子松蔭高等学校は同クラブ公式スポンサーでもある。FC琉球高等学院のようにJリーグクラブが運営するものもある。
提携は、クラブユース選手が提携先の通信制高校・サポート校に通うことで時間の疎通が利き、遠征やトップチームの練習に参加することが可能になるといったことや、Jリーグクラブユースの指導者が高校サッカー部の指導にも入ったり、クラブの練習場などを学校に貸し出すことで強化の相乗効果も期待されることがある。また近年ではＪリーグのユースチームでトレーニングを受けながら、高校卒業時点でトップチーム昇格がかなわなかった場合に、提携先の高校の系列大学へ進学をする、などのような運営をしている場合もみられる。

## 身体への影響
高校サッカー選手を対象とした調査で古後ほか(2018)は、成長期スポーツ障害であるオスグッド・シュラッター病は軸足に発生しやすく、発症した場合は非発症者と比較し軸足の大腿直筋筋厚が有意に低いとの報告した。